# Piece of Me
"Piece of Me" là một bài hát của nghệ sĩ thu âm người Mỹ Britney Spears nằm trong album phòng thu thứ năm của cô, Blackout (2007). Nó được phát hành như là đĩa đơn thứ hai trích từ album vào ngày 27 tháng 11 năm 2007 bởi Jive Records và Zomba Music Group. Bài hát được đồng viết lời bởi Klas Åhlund với bộ đôi nhà sản xuất người Thụy Điển Bloodshy & Avant, những người cũng đồng thời chịu trách nhiệm sản xuất nó, và đánh dấu sự hợp tác tiếp theo giữa Spears và bộ đôi sau những đĩa đơn "Toxic" (2004), "My Prerogative" (2005) và "Do Somethin'" (2005). "Piece of Me" là một bản electro kết hợp với những yếu tố từ dance-pop mang nội dung đề cập như một tuyên ngôn về tiểu sử của Spears và kể lại những rủi ro xảy ra trong sự nghiệp của cô. Đây được xem như một phản ứng trực tiếp trước sự giám sát và theo đuổi của những phương tiện truyền thông đối với cuộc sống riêng tư của nữ ca sĩ, điều mà những nhà sản xuất đã trực tiếp cảm nhận trong suốt quá trình thu âm với Spears, và là một trong những bản nhạc cuối cùng được thu âm cho Blackout.
Sau khi phát hành, "Piece of Me" nhận được những phản ứng tích cực từ các nhà phê bình âm nhạc, trong đó họ đánh giá cao giai điệu hấp dẫn cũng như quá trình sản xuất của nó, và gọi đây là một điểm nhấn nổi bật từ album. Ngoài ra, bài hát cũng được Rolling Stone xếp ở vị trí thứ 15 trong danh sách 100 Bài hát hay nhất năm 2007. "Piece of Me" cũng tiếp nhận những thành công vượt trội về mặt thương mại, đứng đầu các bảng xếp hạng ở Brazil và Ireland, lọt vào top 10 ở hầu hết những quốc gia nó xuất hiện, bao gồm vươn đến top 5 ở nhiều thị trường lớn như Úc, Canada, Đan Mạch, New Zealand và Vương quốc Anh. Tại Hoa Kỳ, bài hát đạt vị trí thứ 18 trên bảng xếp hạng Billboard Hot 100, trở thành đĩa đơn thứ mười của Spears lọt vào top 20 cũng như trở thành đĩa đơn thứ hai liên tiếp từ Blackout đứng đầu bảng xếp hạng Billboard Hot Dance Club Play. Nó cũng được chứng nhận đĩa Bạch kim từ Hiệp hội Công nghiệp ghi âm Mỹ (RIAA), đồng thời bán được hơn 1.9 triệu bản tại đây và là đĩa đơn nhạc số bán chạy thứ sáu của cô tại Hoa Kỳ.
Video cho "Piece of Me" đạo diễn bởi Wayne Isham với nội dung miêu tả cuộc sống người nổi tiếng của Spears lúc bấy giờ, trong đó nữ ca sĩ cùng những người bạn của cô đang chuẩn bị đến một bữa tiệc nhưng luôn bị theo dõi bởi những tay săn ảnh ở bất kì nơi nào họ xuất hiện, dẫn đến việc họ phải cải trang để tránh bị phát hiện. Nó đã nhận được những ý kiến trái chiều từ giới phê bình, và hầu hết lập luận đều cho rằng thân hình của cô đã bị can thiệp chỉnh sửa ít nhiều. Tuy nhiên, video đã gặt hái ba đề cử tại Giải Video âm nhạc của MTV năm 2008 ở hạng mục Video của năm, Video xuất sắc nhất của nữ ca sĩ và Video Pop xuất sắc nhất, và chiến thắng tất cả. Để quảng bá bài hát, Spears đã trình diễn "Piece of Me" trong nhiều chuyến lưu diễn của cô, như The Circus Starring: Britney Spears (2009) và Femme Fatale Tour (2011). Ngoài ra, nó còn được lấy làm tiêu đề cho chương trình biểu diễn cư trú của Spears ở Las Vegas, Britney: Piece of Me, nơi nó cũng được trình diễn, và được phát triển thành chuyến lưu diễn thế giới Piece of Me Tour (2018).

## Danh sách bài hát
| - Đĩa CD 1. "Piece of Me" — 3:32 2. "Piece of Me" (Böz o Lö Remix) — 4:53 - Đĩa CD bản giới hạn tại Đức — CD1 1. "Piece of Me" — 3:32 2. "Piece of Me" (Tiësto Radio chỉnh sửa) — 3:23 - Đĩa CD bản giới hạn tại Đức – CD2 1. "Piece of Me" — 3:32 2. "Piece of Me" (Junior Vasquez và Johnny Vicious Radio chỉnh sửa) — 3:38 - Đĩa CD maxi 1. "Piece of Me" — 3:32 2. "Piece of Me" (Böz o Lö phối lại) — 4:53 3. "Piece of Me" (Bimbo Jones phối lại) — 6:26 4. "Piece of Me" (Vito Benito phối lại) — 6:46 5. "Gimme More" ("Kimme More" phối lại) [hợp tác với Lil' Kim] — 4:14 | - Đĩa đơn nhạc số – Remixes 1. "Piece of Me" — 3:32 2. "Piece of Me" (Böz o Lö phối lại) — 4:53 3. "Piece of Me" (Tiësto Radio chỉnh sửa) — 3:23 4. "Piece of Me" (Junior Vasquez &Johnny Vicious Radio chỉnh sửa) — 3:38 5. "Piece of Me" (Friscia & Lamboy Radio chỉnh sửa) — 3:27 6. "Piece of Me" (Sly & Robbie Reggae phối lại) [hợp tác với Cherine Anderson] — 4:16 - Đĩa đơn nhạc số – Digital 45 1. "Piece of Me" — 3:31 2. "Piece of Me" (Bloodshy & Avant's Böz o Lö phối lại) — 4:53 |

## Xếp hạng
| Bảng xếp hạng (2007-08)             | Vị trí cao nhất |
| ----------------------------------- | --------------- |
| Úc (ARIA)                           | 2               |
| Áo (Ö3 Austria Top 40)              | 6               |
| Bỉ (Ultratop 50 Flanders)           | 36              |
| Bỉ (Ultratop 50 Wallonia)           | 36              |
| Brazil (ABPD)                       | 1               |
| Canada (Canadian Hot 100)           | 5               |
| Cộng hòa Séc (Rádio Top 100)        | 19              |
| Đan Mạch (Tracklisten)              | 4               |
| Châu Âu (European Hot 100 Singles)  | 6               |
| Phần Lan (Suomen virallinen lista)  | 8               |
| Đức (Official German Charts)        | 7               |
| Ireland (IRMA)                      | 1               |
| Ý (FIMI)                            | 11              |
| Hà Lan (Single Top 100)             | 41              |
| New Zealand (Recorded Music NZ)     | 4               |
| Scotland (OCC)                      | 2               |
| Slovakia (Rádio Top 100)            | 10              |
| Thụy Điển (Sverigetopplistan)       | 9               |
| Thụy Sĩ (Schweizer Hitparade)       | 19              |
| Anh Quốc (OCC)                      | 2               |
| Hoa Kỳ Billboard Hot 100            | 18              |
| Hoa Kỳ Dance Club Songs (Billboard) | 1               |
| Hoa Kỳ Pop Airplay (Billboard)      | 28              |

| Bảng xếp hạng (2008)                 | Vị trí |
| ------------------------------------ | ------ |
| Australia (ARIA)                     | 38     |
| Australia Dance (ARIA)               | 4      |
| Austria (Ö3 Austria Top 40)          | 39     |
| Belgium (Ultratop 40 Wallonia)       | 100    |
| Canada (Canadian Hot 100)            | 30     |
| Europe (European Hot 100 Singles)    | 39     |
| Germany (Official German Charts)     | 59     |
| Ireland (IRMA)                       | 17     |
| Italy (FIMI)                         | 42     |
| New Zealand (Recorded Music NZ)      | 28     |
| Sweden (Sverigetopplistan)           | 68     |
| Switzerland (Schweizer Hitparade)    | 87     |
| UK Singles (Official Charts Company) | 47     |
| US Billboard Hot 100                 | 83     |
| US Hot Dance Club Songs (Billboard)  | 37     |

## Chứng nhận
| Quốc gia                                                                           | Chứng nhận | Số đơn vị/doanh số chứng nhận |
| ---------------------------------------------------------------------------------- | ---------- | ----------------------------- |
| Úc (ARIA)                                                                          | Bạch kim   | 70.000^                       |
| Đan Mạch (IFPI Đan Mạch)                                                           | Bạch kim   | 15.000^                       |
| New Zealand (RMNZ)                                                                 | Vàng       | 7.500*                        |
| Thụy Điển (GLF)                                                                    | Vàng       | 10.000^                       |
| Anh Quốc (BPI)                                                                     | Bạc        | 276,000                       |
| Hoa Kỳ (RIAA)                                                                      | Bạch kim   | 1,900,000                     |
| Nhạc chuông                                                                        |            |                               |
| Canada (Music Canada)                                                              | Bạch kim   | 40,000^                       |
| * Chứng nhận dựa theo doanh số tiêu thụ. ^ Chứng nhận dựa theo doanh số nhập hàng. |            |                               |